# プレントス
『プレントス』（スペイン語: Pulentos）は、チリのテレビアニメである。チャンネル13で2005年9月3日に初公開された。プレントス は、チリ隠語、人気のある社会階級にとって、それは「良い」または「優れている」を意味します。

## 登場人物
バリー
演：ジメナ・マーチャント
ウアララ
演：セバスチャン・ピント
ラモン
演：イグナシオ・フローレスとカルロス・ディアス(es)
ネア
演：ヴァネッサ・シルバとアナ・ティジュー(en)とタマラ・メルアネ 
ベンゾ
演：レネ・ピノチェト (es)
ジョルヘ
演：パトリシオ・グティエレス
トム・ヨーク
演：ロドリゴ・ビンセンス
カピタンアグスティン・サモラ
演：エドゥアルド・バレンズエラ
リカルド
演：アドルフォ・バレンズエラ
メルセデス
演：ヴァネッサ・シルバ